# Воробйові гори

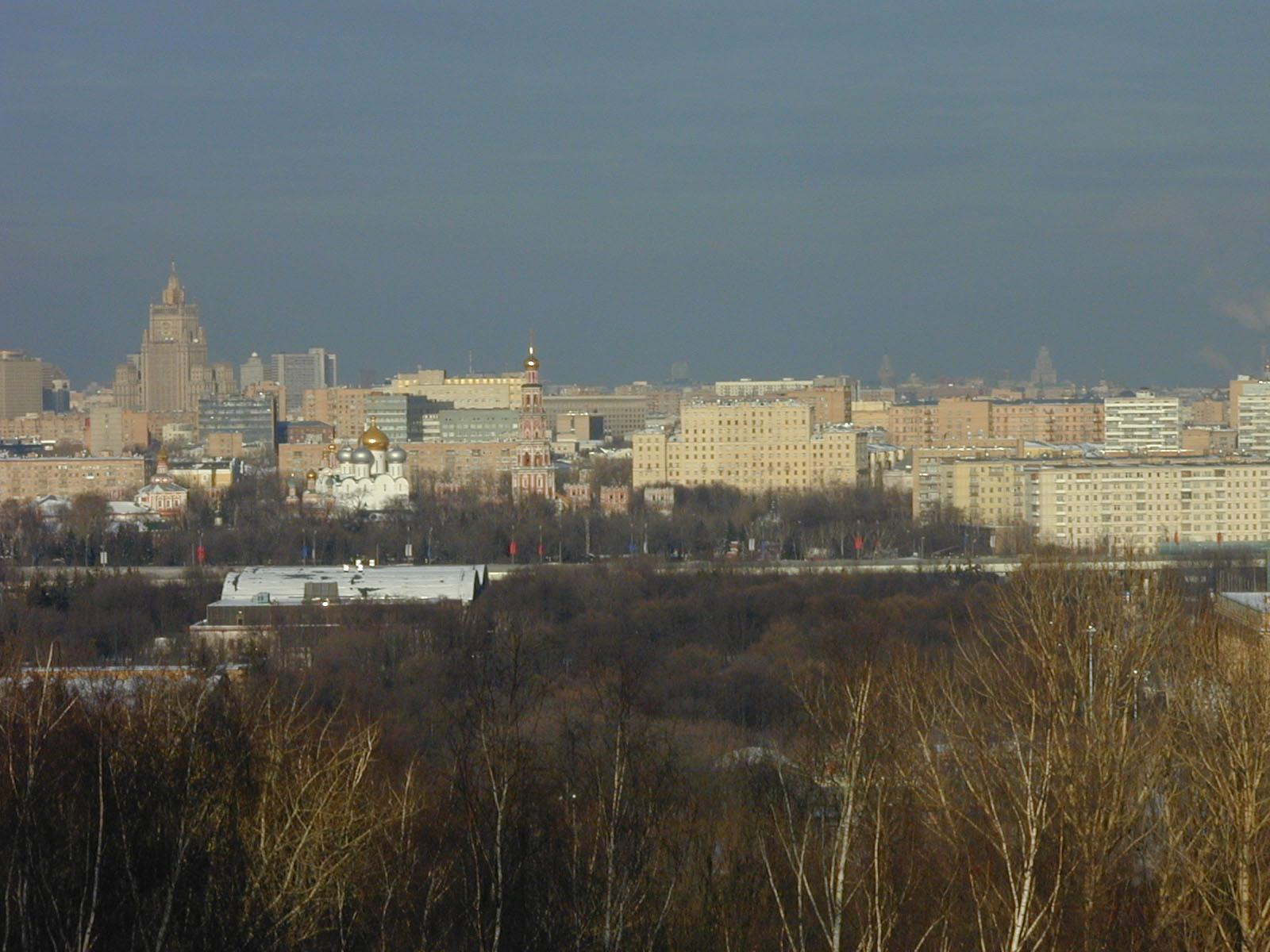
Панорамний вид з Вороб'ових гір на Новодівочий монастир і Храмовники

Воробйо́ві гори (рос. Воробьёвы горы) — одне з найкрасивіших місць в Москві, традиційне місце для відвідин туристів. Високий правий берег Москви-ріки у всі часи привертав густим лісом, складним рельєфом і чудовою панорамою, що відкривається на річку.
Воробйовими горами це місце називають з XV століття. Дружина Московського князя Василя I велика княгиня Софія Вітовтівна купила село у бояр Воробйових. Відтоді воно стало палацовим. У XVII столітті Воробйово стояло в одному ряду з такими прославленими царськими садибами, як Коломенське і Преображенське.
На початок ХХІ сторіччя від села Воробйово збереглася тільки церква Трійці (1811), що стояла колись на його околиці. У східній частині Воробйових гір розташований Андріївський монастир. На початок ХХІ сторіччя у монастирі розташовується Синодна бібліотека Московського патріархату. До Андріївського монастиря прилягає територія Мамонової дачі. Ця садиба належала князям Долгоруким, потім князям Юсуповим, а в 1827 році перейшла до графа Дмитрієва-Мамонова. Палацові споруди, що збереглися, в середині XX століття передані Академії наук.
З 1935 до початку 1990-х Воробйові гори називалися Ленінськими.
В 1941 Воробйові гори увійшли до складу міста.
В 1952 тут побудовано нову будівлю Московського державного університету.
Унікальна природа Воробйових гір. Через небезпеку розвитку обвальних процесів вони благополучно уникнули інтенсивної забудови і значною мірою зберегли свою природну зовнішність. Воробйові (Ленінські) гори в 1987 році були оголошені пам'ятником природи, а в 1998 році увійшли до складу особливої охоронної природної території — Державного природного заповідника «Воробйові гори».
На Воробйових горах розташований Оглядовий майданчик, з якого відкривається грандіозна панорама центру міста. Висота Оглядового майданчика — близько 80 м над рівнем Москви-ріки. Оглядовий майданчик на Воробйових горах — місце проведення різних фестивалів і акцій. Вдень тут зазвичай продаються різноманітні сувеніри, за невелику суму можна подивитися на панораму Москви через підзорну трубу або прокотитися на конях. Тут розташовані лижний трамплін для лижників і сноубордистів і фунікулер (підйомник крісла).
Майданчик — одне з основних місць, що відвідуються весільними кортежами, а також місце збору різних груп людей за інтересами (байкерів, стрітрейсерів тощо).
26 листопада 2018 відбулося відкриття канатної дороги.